# Bartłomiej Wdowik
Bartłomiej Wdowik (ur. 25 września 2000 w Olkuszu) – polski piłkarz występujący na pozycji lewego obrońcy lub lewoskrzydłowego w polskim klubie Jagiellonia Białystok.
 Wychowanek Słowika Olkusz i Ruchu Chorzów, w swojej karierze grał także w Spójnii Osiek Zimnodół-Zawada, Ruchu Chorzów, Odrze Opole i Jagiellonii Białystok. Jednokrotny reprezentant Polski.

## Kariera klubowa
W seniorskiej piłce na szczeblu centralnym zadebiutował w barwach Ruchu Chorzów 3 czerwca 2018 roku w ostatniej kolejce I ligi w sezonie 2017/2018 w przegranym spotkaniu przeciwko Wigrom Suwałki. W kolejnym sezonie rozegrał łącznie 18 meczów na poziomie II ligi. W 2019 roku przeniósł się do Odry Opole, dla której rozegrał 17 spotkań w I lidze.
W styczniu 2020 roku został piłkarzem Jagielloni Białystok. 16 lutego 2020 roku zadebiutował w Ekstraklasie w bezbramkowym remisie przeciwko Koronie Kielce. W następnym sezonie, 20 lutego 2021 roku, strzelił swoją pierwszą w karierzę bramkę w meczu przeciwko Podbeskidziu Bielsko-Biała.
W sezonie 2023/2024 wraz z Jagiellonią Białystok zdobył pierwsze w historii klubu Mistrzostwo Polski. Wdowik rozegrał wówczas wszystkie 34 spotkania ligowe, w których zdobył 10 bramek, będąc najskuteczniejszym defensorem rozgrywek. Podczas Gali Ekstraklasy 2024 został nagrodzony tytułem "Obrońcy sezonu".
30 sierpnia 2024 został wypożyczony do niemieckiego klubu Hannover 96.

## Statystyki

### Klubowe
(aktualne na koniec sezonu 2024/2025)
| Klub                         | Sezon              | Liga               | Liga | Liga | Puchar Polski | Puchar Polski | Europa | Europa | Suma | Suma |
| Klub                         | Sezon              | Liga               | M.   | Br.  | M.            | Br.           | M.     | Br.    | M.   | Br.  |
| ---------------------------- | ------------------ | ------------------ | ---- | ---- | ------------- | ------------- | ------ | ------ | ---- | ---- |
| Ruch Chorzów                 | 2017/18            | I liga             | 1    | 0    | 0             | 0             | –      | –      | 1    | 0    |
| Ruch Chorzów                 | 2018/19            | II liga            | 18   | 0    | 1             | 0             | –      | –      | 19   | 0    |
| Ruch Chorzów                 | Ogólnie            | Ogólnie            | 19   | 0    | 1             | 0             | 0      | 0      | 20   | 0    |
| Odra Opole                   | 2019/20            | I liga             | 17   | 0    | 1             | 0             | –      | –      | 18   | 0    |
| Odra Opole                   | Ogólnie            | Ogólnie            | 17   | 0    | 1             | 0             | 0      | 0      | 18   | 0    |
| Jagiellonia Białystok        | 2019/20            | Ekstraklasa        | 8    | 0    | 0             | 0             | –      | –      | 8    | 0    |
| Jagiellonia Białystok        | 2020/21            | Ekstraklasa        | 21   | 2    | 1             | 0             | –      | –      | 22   | 2    |
| Jagiellonia Białystok        | 2021/22            | Ekstraklasa        | 23   | 0    | 0             | 0             | –      | –      | 23   | 0    |
| Jagiellonia Białystok        | 2022/23            | Ekstraklasa        | 26   | 0    | 1             | 1             | –      | –      | 27   | 1    |
| Jagiellonia Białystok        | 2023/24            | Ekstraklasa        | 34   | 10   | 5             | 1             | –      | –      | 39   | 11   |
| Jagiellonia Białystok        | Ogólnie            | Ogólnie            | 112  | 12   | 7             | 2             | 0      | 0      | 119  | 14   |
| Jagiellonia II               | 2020/21            | III Liga           | 1    | 0    | –             | –             | –      | –      | 1    | 0    |
| Jagiellonia II               | 2021/22            | III Liga           | 2    | 0    | –             | –             | –      | –      | 2    | 0    |
| Jagiellonia II               | Ogólnie            | Ogólnie            | 3    | 0    | 0             | 0             | 0      | 0      | 3    | 0    |
| SC Braga                     | 2024/25            | Primeira Liga      | –    | –    | –             | –             | 1      | 0      | 1    | 0    |
| Hannover 96 (wyp.)           | 2024/25            | 2 Bundesliga       | 21   | 0    | –             | –             | –      | –      | 21   | 0    |
| Jagiellonia Białystok (wyp.) | 2025/26            | Ekstraklasa        | -    | -    | -             | -             | -      | -      | -    | -    |
| Ogólnie w karierze           | Ogólnie w karierze | Ogólnie w karierze | 172  | 12   | 9             | 2             | 1      | 0      | 182  | 14   |

### Reprezentacyjne
(aktualne na koniec sezonu 2023/24)
| Reprezentacja | Rok     | Mecze | Bramki |
| ------------- | ------- | ----- | ------ |
| Polska        | 2023    | 1     | 0      |
| Ogólnie       | Ogólnie | 1     | 0      |

| Mecze i gole w reprezentacji | Mecze i gole w reprezentacji | Mecze i gole w reprezentacji | Mecze i gole w reprezentacji | Mecze i gole w reprezentacji | Mecze i gole w reprezentacji | Mecze i gole w reprezentacji |
| Lp.                          | Data                         | Miasto                       | Przeciwnik                   | Gol                          | Wynik                        | Rozgrywki                    |
| ---------------------------- | ---------------------------- | ---------------------------- | ---------------------------- | ---------------------------- | ---------------------------- | ---------------------------- |
| 1.                           | 21.11.2023                   | Warszawa                     | Łotwa                        |                              | 2:0                          | towarzyski                   |

## Sukcesy

### Jagiellonia Białystok
- Mistrzostwo Polski: 2023/24